# Phreatia bulbophylloides
Phreatia bulbophylloides är en orkidéart som beskrevs av Rudolf Schlechter. Phreatia bulbophylloides ingår i släktet Phreatia och familjen orkidéer. Inga underarter finns listade i Catalogue of Life.